# Щелеспинки
Щелеспинки (лат. Flectonotus) — род бесхвостых земноводных из семейства Hemiphractidae.

## Классификация
На ноябрь 2018 года в род включают 2 вида:
- Flectonotus fitzgeraldi (Parker, 1934) — Малая щелеспинка
- Flectonotus pygmaeus (Boettger, 1893) — Карликовая щелеспинка